# Alter Orden vom St. Georg

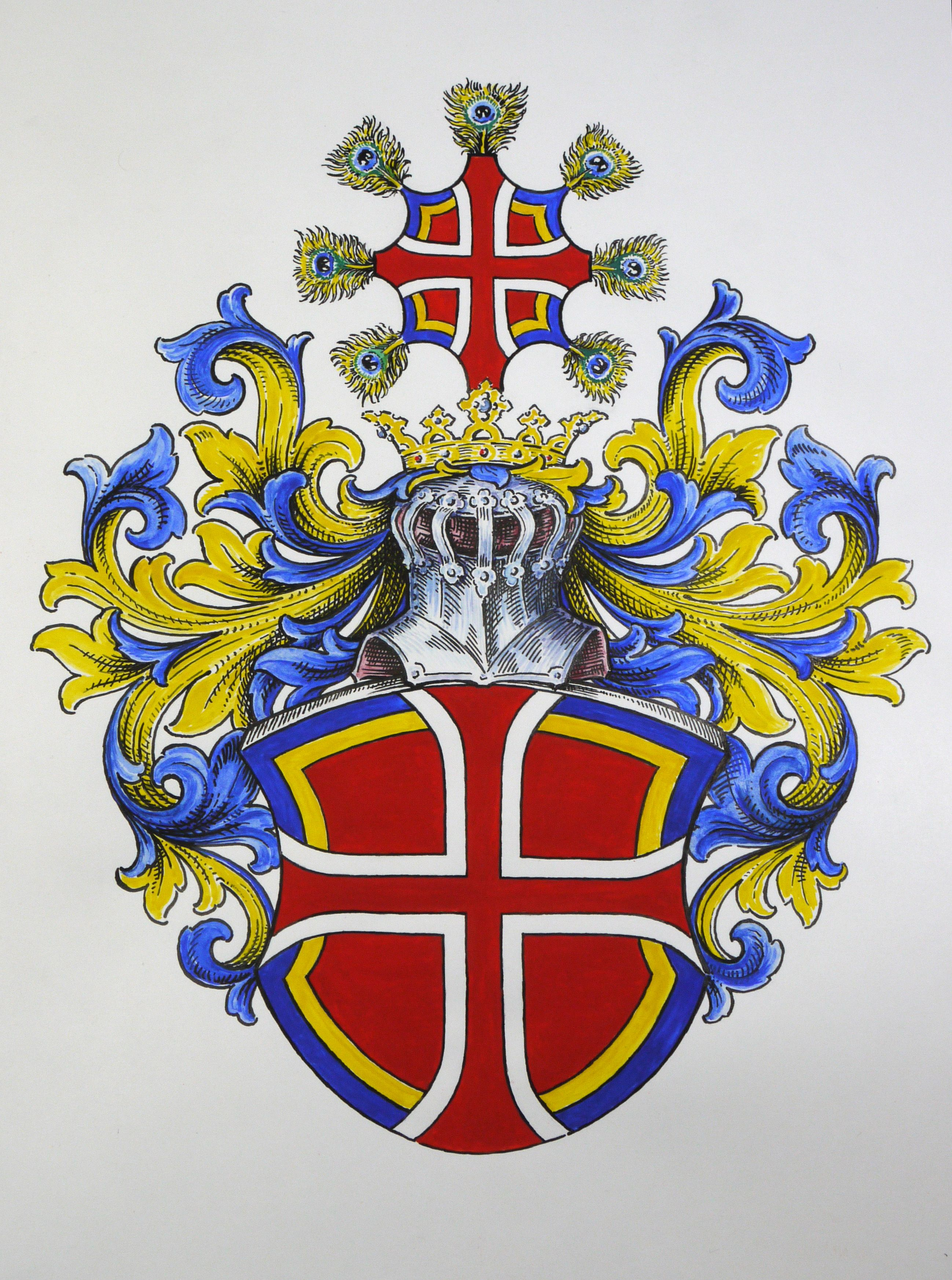
Wappen des Alten Ordens vom St. Georg

Der Alte Orden vom St. Georg genannt Orden der Vier Römischen Kaiser ist eine Adelsgesellschaft, die 1768 von Philipp Ferdinand von Limburg-Styrum als weltlicher Ritterorden gestiftet wurde und bis heute existiert.

## Geschichte

### Frühe Geschichte
Der Alte Orden vom St. Georg führt seine Tradition auf zwei Rittergesellschaften des Hauses Luxemburg im 14. und 15. Jahrhundert zurück, nämlich einen angeblich 1308 vom späteren Kaiser Heinrich VII. gestifteten „Orden vom Alten Adel“ und den 1408 vom späteren Kaiser Sigismund gestifteten „Drachenorden“. Beiden Stiftern war ausdrücklich an der Stärkung des Christentums und der ritterlichen Tugenden gelegen. Als Folge der Niederlage in der Schlacht bei Nikopolis stellte Sigismund die „Gemeinschaft mit dem Drachen“ unter den Schutz des Heiligen Georg (und der heiligen Margaretha von Antiochien), was die bis heute verwendete Namenskombination des Ordens erklärt. Nach dem Aussterben des Hauses Luxemburg Mitte des 15. Jahrhunderts war der Orden mit den Kaisern aus dem Haus Habsburg eng verbunden (siehe St. Georgs-Orden (Österreich)). 

### 1768 bis Zweiter Weltkrieg

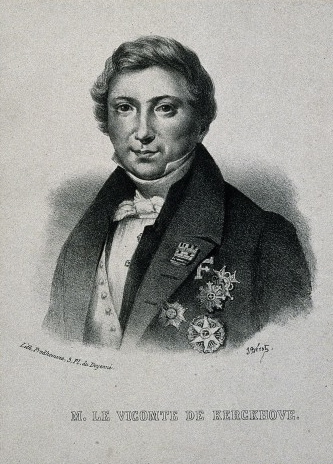
Vicomte de Kerckhove

Am 6. Dezember 1768 wurde der Orden als weltlicher Ritterorden von Graf Philipp Ferdinand von Limburg-Styrum gestiftet. Zweck des Ordens war das bewahrende Andenken an die vier Kaiser des Heiligen Römischen Reiches aus dem Haus Luxemburg: Heinrich VII. (regierte 1308–1313), Karl IV. (regierte 1347–1378), Wenzel (regierte 1378–1410) und Sigismund (regierte 1410–1437). 
Philipp Ferdinand, der eine Abstammung vom Haus Luxemburg beanspruchte, stiftete den Orden, um seine Schulden durch die Eintrittsgelder bezahlen zu können. Die Vergabe der Ordensdekoration nutzte er zur Besoldung der Offiziere seines Regiments, ebenso seine Geliebte Fürstin Tarakanowa zum Bestreiten ihres Lebensunterhalts in Paris und Italien.
1789 wurde in Anlehnung an die Zungen des Malteserordens der Orden in eine Deutsche, Französische, Italienische, Austrasische und Slavonische Zunge festgelegt, von denen aber nur die ersten zwei realisiert wurden. 
1806 wurde die Herrschaft Styrum der Grafen von Limburg-Styrum im Zuge der Auflösung des Heiligen Römischen Reiches mediatisiert. Daher verlor der Orden den Status eines Hausordens und wurde unter Großmeistervakanz „im Stillen“ weitergeführt. Die Mitglieder des nun grundsätzlich ökumenisch ausgerichteten Ordens entstammten vorzüglich dem deutschen, flämischen, wallonischen und französischen Adel. 
Im zweiten Reorganisationskonvent von 1838, angeregt von Ordensvizekanzler Dr. Joseph Vicomte de Kerckhove-Varent, öffnete sich der Orden unter der Federführung des deutschsprachigen Teiles (der französische Teil war als Folge der Revolution in Frankreich weitgehend erloschen) auch Mitgliedern nicht adeliger Abstammung, setzte sich jedoch betont konservative Ziele.
Grundgelegt im Reorganisationskonvent von 1926 in Hannover, wurden die Statuten 1927 zur Vertiefung des Ordenslebens unter der Leitung von Graf Bernhard zu Stolberg-Stolberg der Zeit angepasst und der Orden erhielt den Namen Alter Ritterorden vom Sankt Georg genannt Orden der Vier Römischen Kaiser, mit den Balleien Wendland, Niedersachsen, Rheinland-Westfalen, Süddeutschland und Österreich-Ungarn. Sichtbarer Ausdruck dieser Erneuerung des Ordens, im Geiste seiner Gründer und Förderer, war die Übernahme des Heiligen Georg in das Ordenszeichen.
1935 wurde der Sitz des Ordens, aufgrund der politischen Lage im Deutschen Reich, nach Salzburg in die Ballei Österreich-Ungarn verlegt, von wo er gegen den Nationalsozialismus, für ein unabhängiges Österreich und für die Wiedereinsetzung des Hauses Habsburg eintrat. 1938, nach dem Anschluss Österreichs, wurde der Orden durch die nationalsozialistischen Machthaber aus politischen Gründen verboten und aufgelöst. Wie in Deutschland im Jahr 1935 wurde dann auch in Österreich das Vermögen des Orden eingezogen und seine Tätigkeiten untersagt. Die Auflösung erfolgte unter dem seit dem Jahre 1937 amtierenden Ordensgouverneur Prinz Johannes von und zu Liechtenstein (einem ehemaligen k.u.k. Linienschiffskapitän), der nach dem unwiderruflichen Rücktritt seines Vorgängers, Graf Bernhard zu Stolberg, beim Ritterkonvent am 19. Juni 1937 in Wien „per acclamationem“ in dieses Amt gewählt worden war.

### Zweiter Weltkrieg bis heute
Von den während des Zweiten Weltkriegs verbliebenen Ordensrittern weiterhin als Gouverneur anerkannt, baute Johannes Liechtenstein unmittelbar nach dem Krieg das Leben des aufgelösten Ordens, mit Sitz in Wien, wieder auf und konsolidierte dieses 1951 mit der Eintragung eines Vereins im österreichischen Vereinsregister unter dem Namen „St. Georgs-Klub“, den er als Präsident leitete. Dieser Versuch der rechtlichen Wiederbelebung des alten Orden erfolgte aufgrund der Lage von weltlichen Orden, die während des Dritten Reiches verboten worden waren. Nach einer unter Ordensgouverneur Karl Trauttmannsdorf-Weinsberg erfolgten Statutenänderung, die mit Bescheid der Vereinsbehörde im Jahr 1960 bestätigt wurde, erfolgte die Umbenennung des Vereins von „St. Georgs-Klub“ in „Der Alte Orden vom St. Georg“. Der Haupt und Repräsentant dieses Vereins trägt seit damals gemäß den Vereinsstatuten den Titel „Ordensgouverneur“. Seit 1999 ist Mag. Gundakar Liechtenstein „Ordensgouverneur“. „Vizekanzler“ bzw. „Kanzler“ des Vereins ist seit 2001 bzw. 2004 Peter Stolberg-Stolberg.

## Grundsätze
Der Orden ist nach seinen Statuten offen für Mitglieder aus allen gesellschaftlichen Kreisen, Berufen und christlichen Denominationen. Nach den Ordenszielen kämpfen die Mitglieder sowohl im privaten als auch im öffentlichen Leben gegen die Wurzeln und Auswirkungen der „acht Elende“, nämlich Krankheit, Verlassenheit, Heimatlosigkeit, Hunger, Lieblosigkeit, Schuld, Gleichgültigkeit und Unglaube. Der Orden erwartet von seinen Mitgliedern untadelige Lebensführung, Ehrenhaftigkeit, wahren Adel der Gesinnung, christliche Nächstenliebe und Moral, sowie die strenge Wahrung des Rechtsgedankens. Auch bekennt sich der Orden zum christlichen Naturrecht und zur Sittlichkeit als Quell allen Rechts. Die Ziele des Ordens finden auch im Wahlspruch „Illustrioribus et nobilitati“ („den Ausgezeichneten und Edlen“) Niederschlag.
Als symbolische Vorbilder für die Lebensführung dienen der Heilige Georg als Schutzpatron des Rittertums sowie der Heilige Thomas Morus (1478–1535) als Patron der Juristen und christlichen Politiker. 

## Ordensleben
Ordensritter sind bis zu ihrem Lebensende füreinander da, speziell wenn ein Ordensbruder in einer schweren Lebenssituation der Hilfe und des Schutzes bedarf. Der Orden versteht sich heute als meinungsbildende Denkwerkstatt und veranstaltet, neben karitativen Tätigkeiten, regelmäßig Zusammenkünfte mit Vorträgen zu gesellschaftlichen und politischen Themen. Der alljährliche festliche Ordenskonvent um den Gedenktag des Heiligen Georg (23. April) dient der Angelobung und Aufnahme neuer Ordensritter und der Ehrung von Mitgliedern für besondere Verdienste. Seit dem Jahr 2000 veranstaltet der Orden einmal im Jahr einen Arbeitskonvent mit hochrangigen Referenten zu gesellschaftspolitisch relevanten Themen (z. B. 2012: „Naturrecht vs. Rechtspositivismus“, 2013: „Wahrheit oder alles ist relativ“ und 2014: „Vom Nationalstaat zur Supranationalität?“).

## Ordensgouverneure der neueren Zeit

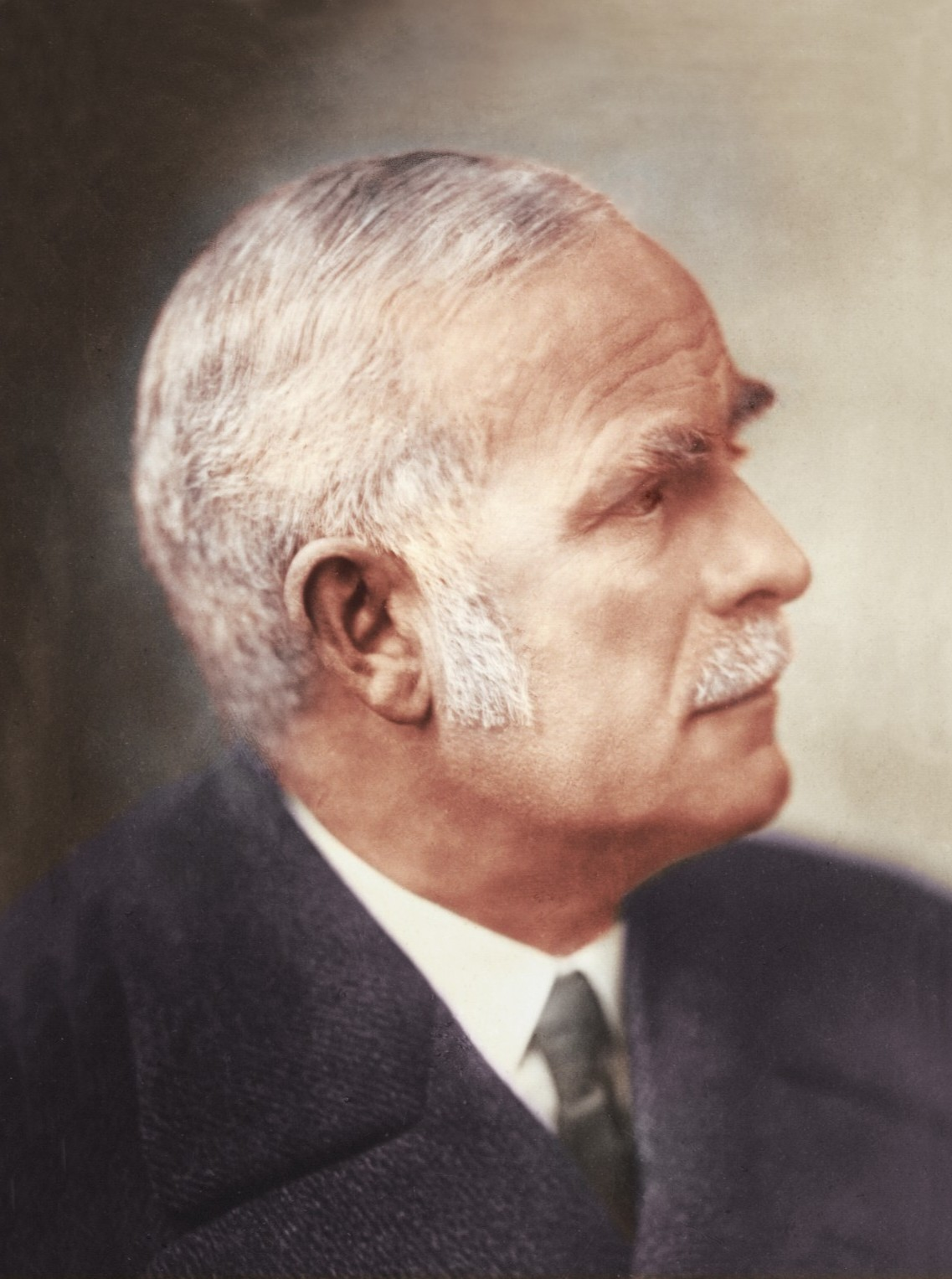
Bernhard zu Stolberg-Stolberg
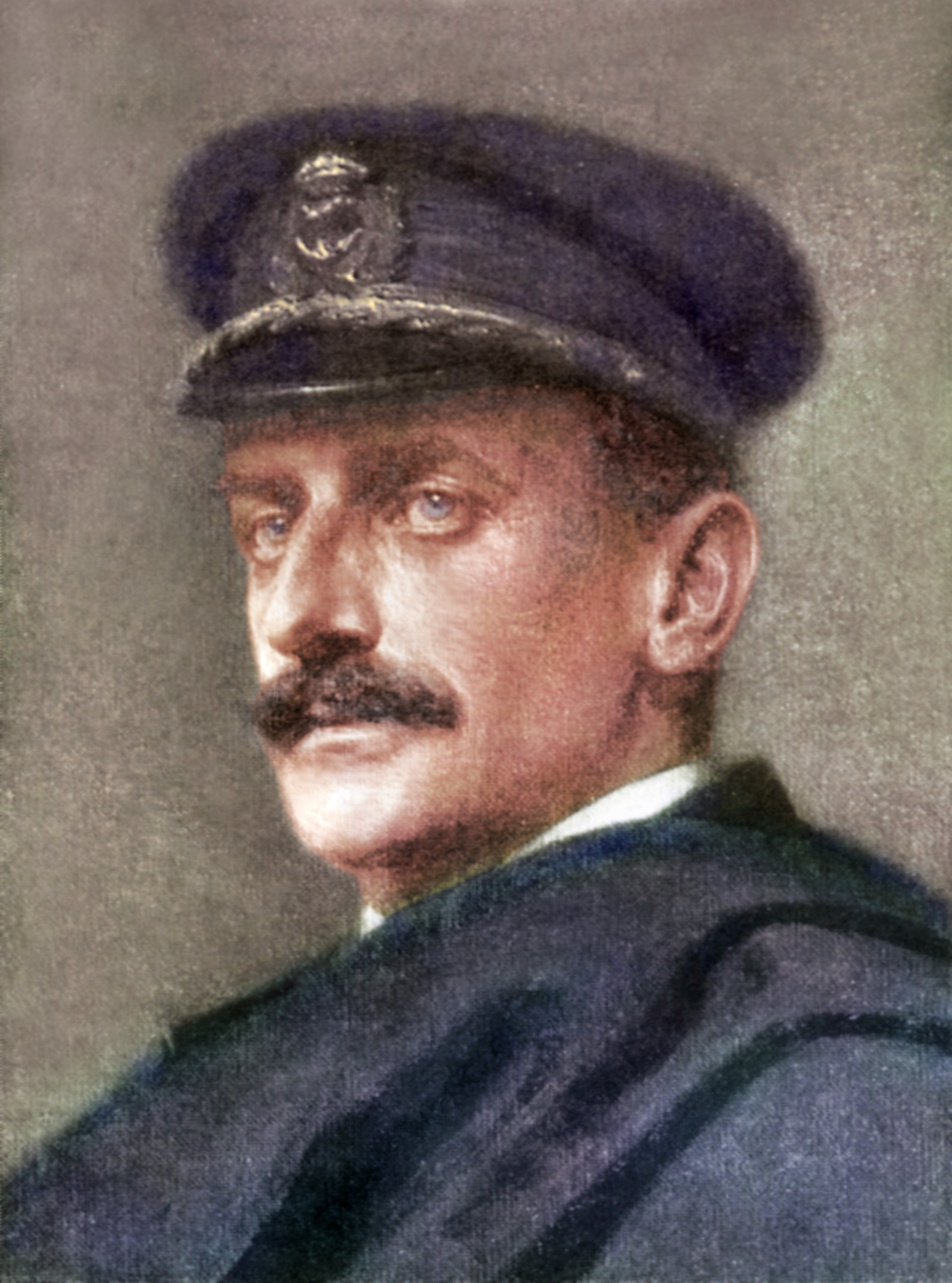
Johannes von und zu Liechtenstein
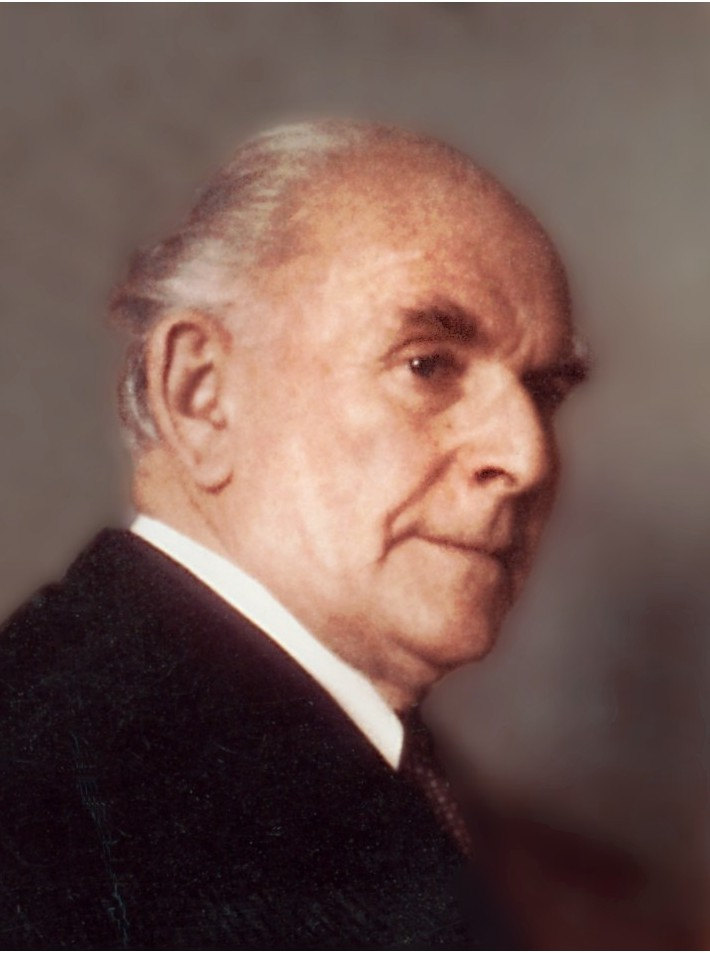
Karl von und zu Trauttmansdorff
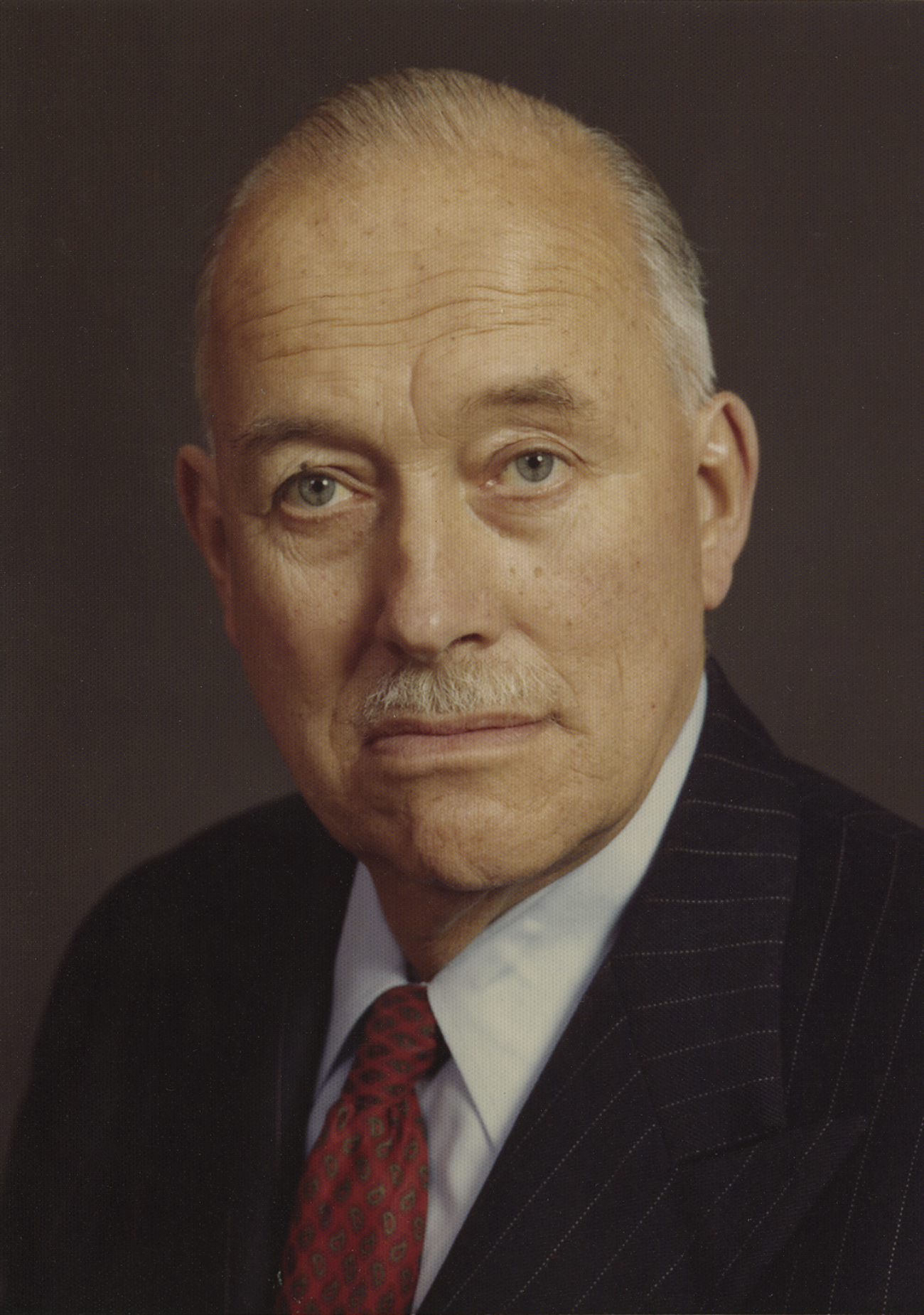
Emanuel von und zu Liechtenstein
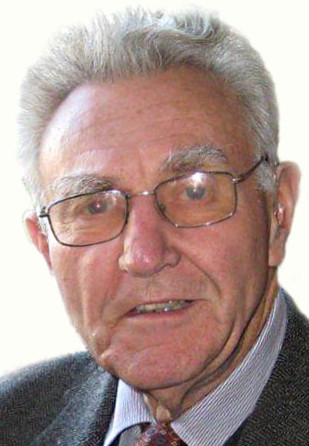
Leonhard von Wolkenstein
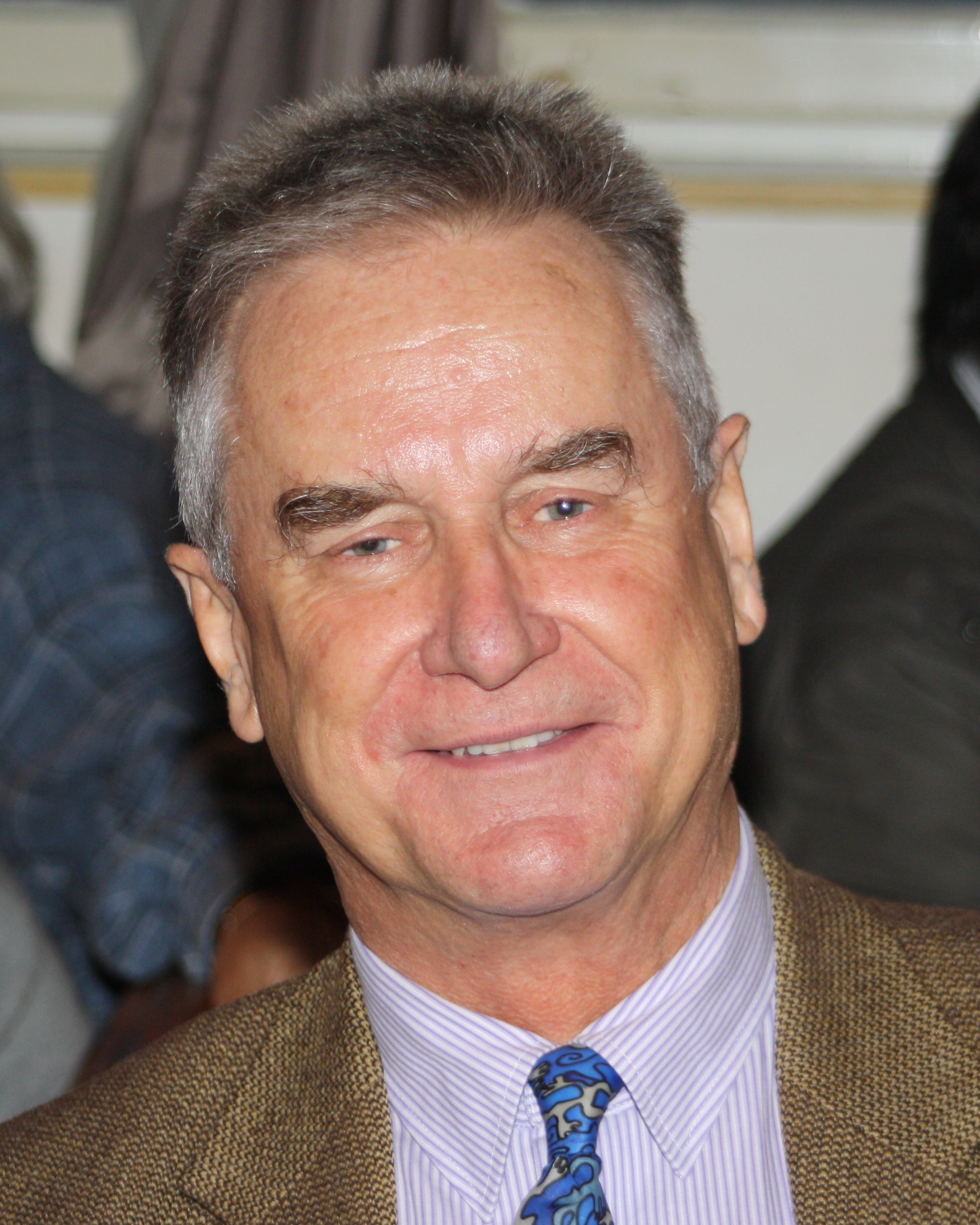
Gundakar von und zu Liechtenstein

Die Gouverneure bzw. Präsidenten des Alten Ordens vom St. Georg seit der Reorganisation 1926:
- 1926–1937 Bernhard Graf zu Stolberg-Stolberg
- 1937–1959 Johannes Prinz von und zu Liechtenstein,

ab 1951 des „St. Georgs-Klub“ bzw. nach dessen Umbenennung des „Alten Ordens vom St. Georg“:
- 1959–1970 Karl Trauttmansdorff-Weinsberg
- 1970–1987 Emanuel Liechtenstein
- 1987–1999 Leonhard Wolkenstein
- seit 1999 Gundakar Liechtenstein

## Wappen und Ordensinsignien

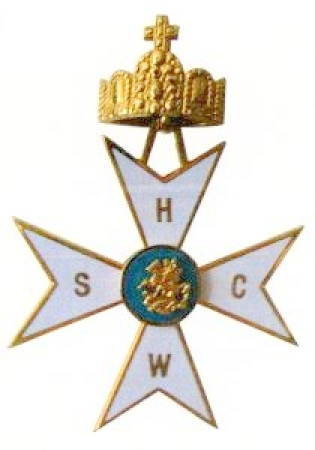
Insigne mit Reichskrone
Alter Orden vom St. Georg

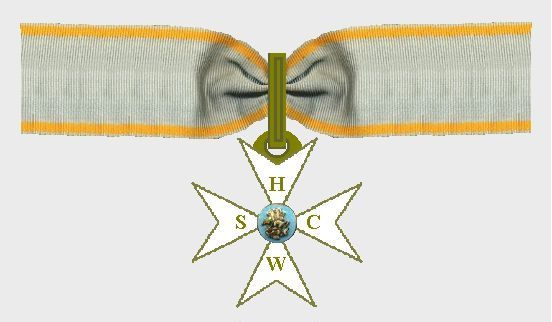
Ordensdekoration, Ausführung seit dem 20. Jahrhundert

Das Wappen des Alten Ordens vom St. Georg genannt Orden der Vier Römischen Kaiser wird wie folgt beschrieben: 
Rot mit außen blauem und innen goldenem Bord, über allem ein durchgehendes silbernes Tatzenkreuz, dieses belegt mit einem ebensolchen dünnen roten, auf dem gekrönten Helm mit blau-goldenen Decken ein achteckiges, mit dem Schildbild belegtes Schirmbrett mit eingebogenen Kanten, die sieben freien Ecken mit je einem Pfauenspiegel besteckt.
Das ursprüngliche Ordenskleinod aus dem 18. Jahrhundert ist ein weißemailliertes Malteserkreuz mit goldenen Flammen in den Winkeln, überhöht von der Reichskrone des Heiligen Römischen Reiches. Auf den Kreuzarmen befinden sich die Anfangsbuchstaben der Namen der vier luxemburgischen Herrscher des Heiligen Römischen Reiches: H, C, W, S (Heinrich VII., Carl IV., Wenzel I. und Sigismund). In der Mitte des Kreuzes befindet sich ein hellblauer Schild mit der Darstellung des in Gold gehaltenen, vom Pferde aus den Drachen tötenden, Heiligen Georg. Das Mittelmedaillon auf der Rückseite ziert der Wahlspruch des Ordens ILLUSTRIORIBUS ET NOBILITATI (oder die Abkürzung ILLUSTR. ET NOB). Das Ordenskreuz wird an einem hellblauen Band mit goldenen Randstreifen getragen. 
Österreichischen Soldaten in Uniform ist das Tragen des Ordenszeichens gemäß Erlass des Bundesministeriums für Landesverteidigung vom 17. Februar 2004 genehmigt. Das Ordenskreuz und der Wahlspruch sind für den Alten Orden vom St. Georg in Österreich, Deutschland und in der Europäischen Union als Marken eingetragen.

## Sommerlicher Arbeitskonvent
Unter dem Vorsitz von Ordensgouverneur Mag. Gundakar Liechtenstein und Ordenskanzler Peter Stolberg-Stolberg finden alljährliche „Arbeitskonvent“ genannte Konferenzen zu verschiedenen politischen Themen statt.